# Italo Mus
Italo Mus (Châtillon, 24 avril 1892 - Saint-Vincent, 15 mai 1967) est un peintre italien valdôtain de la montagne.

## Biographie
Joseph-Italo Mus est né à Châtillon dans le hameau de Chaméran. Sa mère, Martine Vallaise, provient d'une noble famille d'Arnad, et son père, Eugène Mus, est un sculpteur originaire de Torgnon. Sa première formation artistique commence dans l’atelier d'art de son père, artisan du bois. Le premier prix des Jeunes peintres 1910. En 1910, l'International Center of Fine Arts organisé à Rome rassemble des peintres des plus connus, comm Chagall, Raoul Dufy, Jean Cocteau et Picasso ; à cette occasion, le jeune Italo Mus eut son premier succès et la reconnaissance nationale en remportant la première Place au Salon des jeunes peintres.
Parcours d'études
En 1909, recommandé par Lorenzo Delleani, il s’inscrit à l’Académie des beaux-arts de Turin et suit les cours de peinture et de dessin auprès des enseignants Giacomo Grosso, Paolo Gaidano, Luigi Onetti et Marchisio, des artistes fidèles à la tradition impressionniste qui lui apprennent les bases indispensables de l'art.
Très attaché à la Vallée d’Aoste, Mus n'en part que pour de courtes périodes : en 1913 pour le travail  de  fresque et restauration d'abord à Lyon puis à Lausanne et à Friesch, près de Brigue.
Il prend part à la Première Guerre mondiale, et lors d'une permission en 1920, il fait la connaissance de Giuseppina Crenna. Ils se marient à la fin du conflit et auront  quatre enfants.
En 1932, Mus réalise le monument en bronze de la Première Guerre mondiale à Saint-Vincent. L'œuvre, modelée en argile puis fondue dans le bronze à Milan, représente un Alpino, l'arme à la main et tenant un camarade mort sur ses genoux. Du monument ne reste aucune trace, car il a été détruit dans les années 1940 lors de la Deuxième Guerre mondiale afin d'en récupérer le métal.
En 1938, Guido Marangoni critique d'art, qui a vu les œuvres de Mus dans son atelier, en a été suffisamment impressionné pour écrire un article dans le périodique d'Art Perseus, et il définit Mus comme un « peintre de grand talent ». À ce moment-là, Mus est, avec Carlo Carrà, Antonio Ligabue, Pietro Morando et Francesco Menzio, un des plus importants artistes de sa génération.
Pour un temps il  collabore à l'atelier de Saint-Vincent avec De Pisis et, en 1956, certains de ses tableaux ont été exposés à New York et à Buenos Aires.
Dans le milieu des années 1960, alors qu'il est encore en activité, il est atteint d'une maladie grave qui ne lui permet plus de travailler, et, le 15 mai 1967, il meurt à Saint-Vincent.
En 1979, sur un  texte d'Ugo Ronfani, le réalisateur Gianpaolo Taddeini a réalisé pour la RAI-Vallée d'Aoste, une fiction TV, qui raconte l'histoire de l'homme et de l'artiste Mus : Une vallée, un peintre : Italo Mus.
Parcours artistique

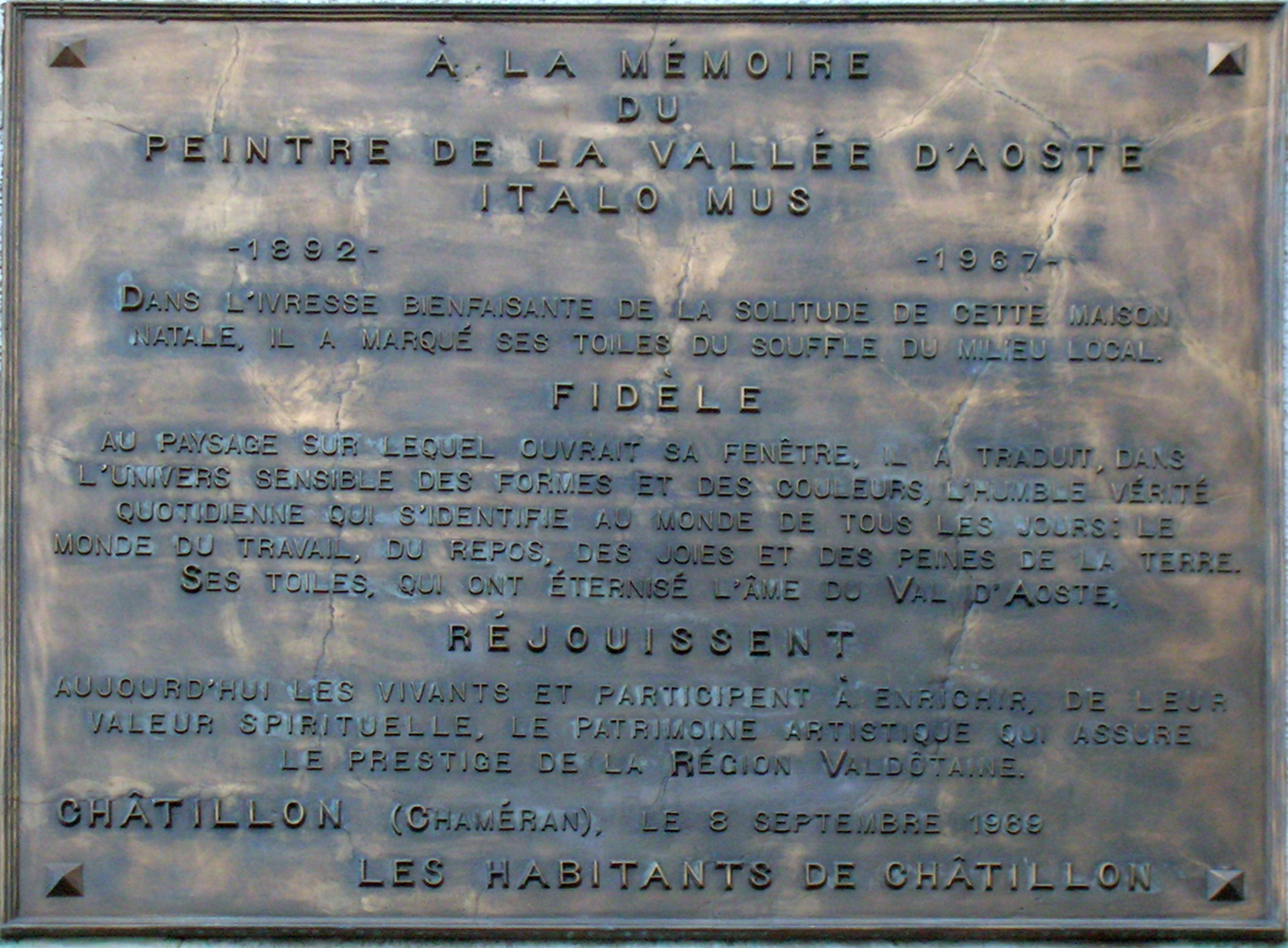
Plaque dédiée à Italo Mus à Chameran (Châtillon).

Italo Mus a effectué environ deux mille œuvres, dessins, croquis, peintures de sujets variés. La principale technique qu'il a utilisée a été l'huile sur toile ou sur panneau, et son génie a été de construire les toiles de ses propres mains dans son atelier depuis les premières années (1920-1940).
Son activité est constituée de trois périodes clairement définies :
- Première période : entre 1920 et 1940 il crée des œuvres qui caractérisent l'artiste dans ses meilleures années, il réalise des scènes qui racontent la vie de la montagne du Val d'Aoste (scènes d'intérieur, de fenaison, des paysages et de  danse).
- Deuxième période : entre 1941 et 1958, le style de l'artiste évolue et ses peintures deviennent un prétexte pour « faire de la couleur ». L’imagination l’emporte sur la réalité et l'artiste a aussi voulu attirer l'attention en utilisant la technique de l'effet des moisissures sur du papier absorbant.
- Troisième période : entre 1959 et 1967, l'artiste tente de revenir à ses racines avec de nouveaux dessins à l’encre et du charbon de bois et se prépare à exécuter des esquisses pour les grandes œuvres des édifices publics de la vallée. 
Mus veut recentrer certaines de ses activités picturales et l'on trouve dans les œuvres de cette période des scènes de fenaison et des intérieurs qui représentent une multitude de personnages réalisés avec la même humanité, mais avec des caractéristiques différentes de celles peintes lors de la première période.

Son long et laborieux travail a été récompensé par de nombreux prix, le Prix Saint-Vincent (1922-1947-1949), le Prix de la montagne (Milan 1927),le Prix (Einaudi 1950), le Prix du Premier ministre(Rome 1959), le prix national d'art sacré, (Rome 1960).

## Quelques œuvres
- La Révolution des Socques (1953), huile sur panneau, Martigny, Foire exposition du Valais romand ;
- Poulets décents (1950), huile sur toile, XXVe Biennale de Venise, Palais central ;
- Notre-Dame de Paris (1947), huile sur toile, Paris, Galerie René Denis ;
- Stia (1951), huile sur toile, Quadriennale de Rome ;
- Veduta del Cervino (1930), huile sur toile ;
- Natura morta con zucche (1950), huile sur toile ;
- Une Luge sur un pont enneigé (1941), huile sur toile ;
- La Fucina (1934), huile sur toile ;
- Trofeo della Regina (1940), huile sur toile ;
- Funghi e Cardi (1938), huile sur toile.

## Sources
- (it) Cet article est partiellement ou en totalité issu de l’article de Wikipédia en italien intitulé « Italo Mus » (voir la liste des auteurs).